# Гіпсова пазогребнева плита

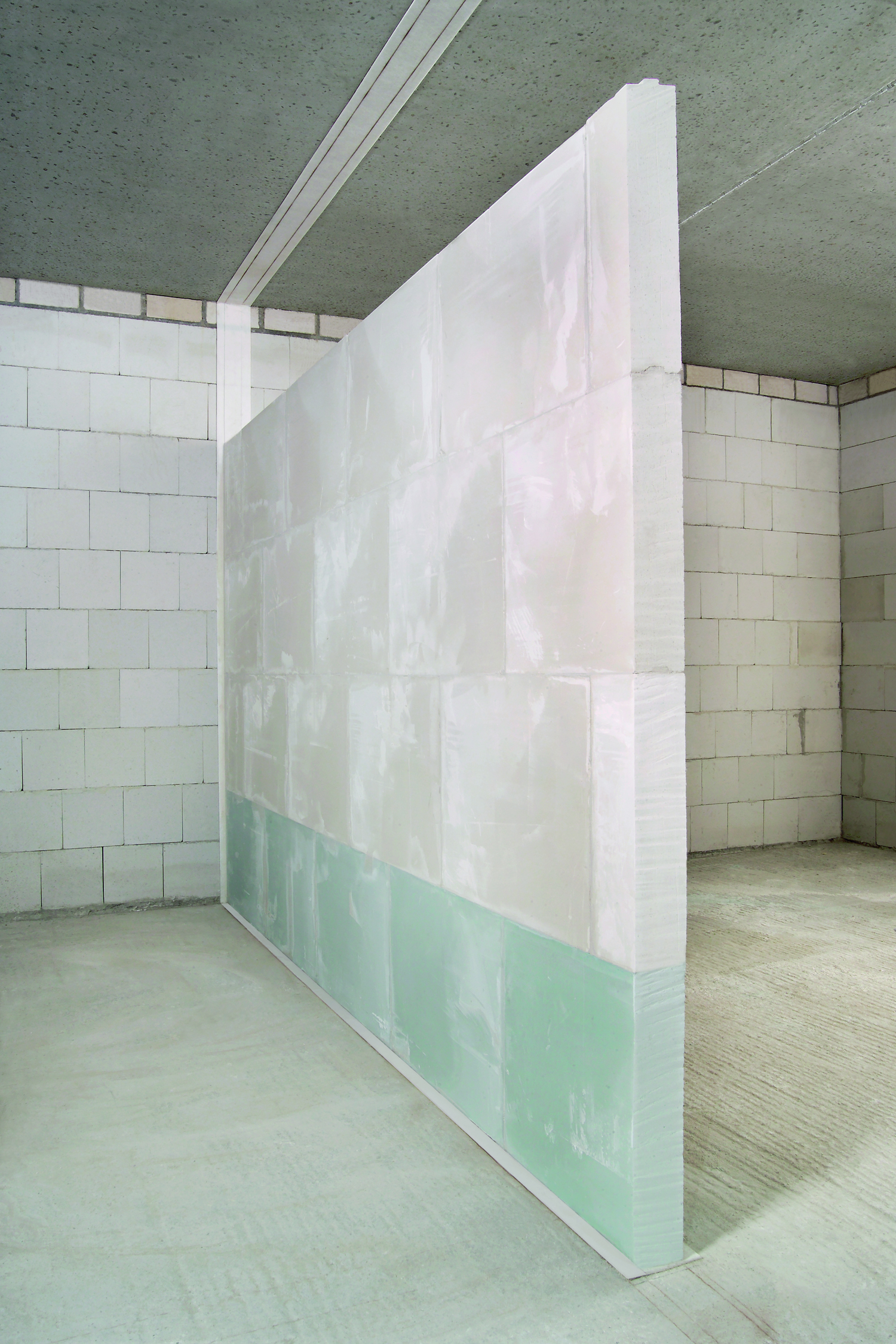
Встановлення перегородки з гіпсових плит

Плита гіпсова пазогребнева (ПГП) — це масивний легкий будівельний матеріал, виготовлений із суцільного гіпсу, призначений для будівництва та встановлення легких вогнестійких внутрішніх вертикальних нетримальних огороджувальних конструкцій — перегородок, стін з порожнинами, зонувальних декоративних стінок і обшивок колон у приміщенні. Пазогребневі плити належать до великорозмірних виробів для сухого будівництва та оздоблювання. Гіпсові плити виготовляють за ливарною технологією в касетній установці з будівельного гіпсу, води та в деяких випадках добавок, таких як рослинні волокна або волокна деревини для більшої міцності. Перегородки, складені з гіпсових плит, не потребують арматури для встановлення, а для скріплення використовують гіпсовий клей, а не звичайний розчин. Через цю принципову відмінність, гіпсові плити— не слід плутати з більш тонким гіпсокартоном, що використовується для обшивки дерев'яних каркасних стін.

## Виробництво
Гіпсові плити виготовляють з будівельного гіпсу та води. В Україні для виробництва гіпсових плит, як і гіпсокартону, рекомендовано використовувати будівельні гіпсові в'яжучі марок від Г-4 до Г-25, усіх груп та класів. Процес виготовлення на заводі автоматизовано. Гіпсову сировину (CaSO4 · 2H2O) подрібнюють і сушать, потім нагрівають, щоб видалити три чверті зв'язаної води і таким чином перетворити на гемігідрат сульфату кальцію (CaSO4 · ½H2O), який також відомий як будівельний гіпс, стукко, кальцинований гіпс або паризька штукатурка. Цей процес ще називають кальцинацією. Потім гіпс змішують з водою, перемішують і розливають у форми для утворення гіпсових плит стандартної форми — суцільних або з круглими чи квадратними осердями для зменшення ваги й збереження матеріалів. Кожну плиту відливають із пазом і гребнем на сторонах, щоб забезпечити швидку і просту збірку. Ще мокрими, гіпсові плити виймають з форм і поміщають в сушильні камери. Висушені гіпсові плити упаковують на заводі, де їх виробили, й потім транспортують на склади або будівельні майданчики.

## Технічні вимоги
Гіпсові плити виготовляють відповідно до європейських і британських стандартів EN 12859. Розміри стандартної плити: 666 мм у довжину та 500 мм у висоту. Таким чином, три плити складають 1 м2.
Гіпсові плити відрізняються товщиною, щільністю та типом. У США гіпсові плити виготовляли товщиною 2, 3, 4 та 6 дюймів. У Європі вони доступні товщиною 60 мм, 70 мм, 80 мм або 100 мм. У житлових будинках у країнах Європи зазвичай використовують гіпсові плити товщиною 80 або 100 мм.
Для будівельних цілей особливо важливі два види гіпсових плит за щільністю:
- середньої загальної густини — від 850 кг/м3 до 1100 кг/м3 (плити білого кольору, підходящі для звичайного використання)
- високої загальної густини — від 1100 кг/м3 до 1500 кг/м3 (червонуватого кольору, підходящі для стін з високими вимогами до акустичних властивостей)

Розміри цих плит: 500 мм у довжину та 500 мм у ширину. Таким чином, чотири плити складають 1 м2.
Для вологих приміщень, таких як домашні кухні, ванні кімнати та льохи, використовують вологостійкі гідро плити (в основному синюватого кольору) як середньої, так і високої загальної густини.
В Україні гіпсові плити для перегородок мають відповідати ДСТУ Б В.2.7-111-2001 «Плити гіпсові для перегородок та внутрішнього облицювання стін. Технічні умови» зі змінами.

## Властивості
Гіпсові плити поєднують переваги класичної кладки та сучасної конструкції з гіпсокартону. Подібно до кладки, стіни, зведені з гіпсових плит, масивні, без порожнин, та характеризуються високим рівнем стабільності. Оскільки не застосовується розчин для кладки, пісок і штукатурка, стіни будуються (майже) без води, як перегородки гіпсокартону.
З огляду на густину в діапазоні від 54 кг/м2 до 120 кг/м2, нетримальні перегородки з гіпсових плит належать до легких перегородок. З огляду на техніку встановлення, вони є стабільними суцільними стінами з високим опором механічному навантаженню, що зменшує утримання та ремонт.

## Рівень вогнестійкості
Гіпс — це мінеральний і негорючий будівельний матеріал (будівельний матеріал класу А1 згідно з німецьким DIN 4102, європейським EN 13501 або британським BS 476 або американським ASTM E119), який складається з дигідрату сульфату кальцію (CaSO4 · 2H2О). Через вміст води гіпс є хорошим протипожежним будівельним матеріалом. У разі пожежі вода з кристалів випаровується, активно сповільнюючи поширення вогню.
Масивні гіпсові плити мають високий рівень пасивного протипожежного захисту: за товщини 60 мм забезпечує 30 хвилин вогнестійкості (F30-A відповідно до німецького стандарту DIN 4102, європейського EN 13501 або британського BS 476); за товщини 80 мм забезпечує 2 години вогнестійкості (F120-A); і за товщини 100 мм забезпечує 3 години вогнестійкості (F180-A). Рейтинги вогнестійкості для США аналогічні.
В Україні гіпсові пазогребневі плити мають відповідати вимогам державних будівельних норм з пожежної безпеки об'єктів будівництва, якими з 1 червня 2019 року є ДБН В.1.1.7-2016 «Пожежна безпека об’єктів будівництва».

## Звукоізоляційні властивості
Для поліпшення звукоізоляційних якостей перегородок з гіпсових плит застосовують ізоляційні смуги в усіх місцях приєднання перегородок до сусідніх стін, стелі та підлоги. Така акустична ізоляція стін значно зменшує передачу звуку цими легкими перегородками.
Перегородка товщиною 80 мм забезпечує ізоляцію повітряного шуму 45 дБ. Для перегородок товщиною до 100 мм  з  вимогами  до  звукоізоляції  до  45 дБ  використання пазогребневих плит є економічнішим у повірянні з каркасно-обшивними перегородками.

## Техніки встановлення
В Україні, технологія зведення конструкцій з пазогребневих плит входить у типові навчальні програми підготовки монтажників гіпсокартонних конструкцій, в тому числі вправи з: 
- «визначення основних видів і типів гіпсових пазогребневих плит,
- зведення перегородок із гіпсових пазогребневих плит,
- приймання і перевірка якості конструкцій.»[2]

Плити зазвичай скріплюють між собою спеціальною клейовою сумішшю для кладки гіпсу. У разі потреби, плити розрізають. Шви між плитами заповнюють шпаклювальною сумішшю, після чого наклеюють стрічку для оборки швів. Після кладки перегородку покривають фінішною штукатуркою. 
Матеріали класифікуються відповідно до вимог стандарту ASTM C52.
Деформація бетонних конструкцій, інших будівельних матеріалів або температурні деформації фасадів можуть викликати тріщини у перегородках із гіпсових плит. Щоб це попередити, між ними та перегородками необхідно застосовувати матеріали, які здатні поглинати енергію при пружних деформаціях. Хоча технічні вимоги виробників допускають кріплення плит безпосередньо до суміжних конструкцій за допомогою монтажного клею за відсутності нормативних вимог до звукоізоляції.

## Навішування предметів
Легкі предмети кріплять до перегородок і облицювань з гіпсових плит за допомогою анкерних пластмасових дюбелів з врахуванням допустимого навантаження на дюбель, вказаного його виробником, звичайно в діапазоні від 0,12 до 0,50 кН на дюбель. Виробники рекомендують розраховувати максимальне навантаження на дюбель за формулою {\displaystyle F={\frac {B\cdot e}{n\cdot a}}}, де F — максимальне навантаження (пружне розтягування) на дюбель у кН, B — максимальна вага навішуваного предмета у кН, e — відстань між стіною й центром ваги навішуваного предмета в см, n — кількість кріплень, a — опорне плече (від дюбеля до точки, якою предмет опирається на стіну) в см.

## Відмінності в США та Європі
У США гіпсові плити стали широко використовувати на початку 20 століття (1900—1926), але наприкінці 1920-х років значною мірою були витіснені стінами з гіпсу, бетонною кладкою та перегородками з гіпсокартону в рамах. Гіпсові плити більше не випускають у США. У Європі гіпсові плити все ще широко застосовують і набувають популярності як будівельний матеріал з дуже низькими викидами летючих органічних сполук, надзвичайно низькими значеннями радіації та нейтральним значенням рН, які сприяють здоровому життєвому середовищу.